# Jack Groob
Jacob „Jack“ Groob (eigentl. Jacob Grobdruk; * 21. Januar 1920 in Ostropol, Ukrainische SSR; † 25. März 1984 in Toronto/Ontario) war ein ukrainisch-kanadischer Geiger und Dirigent.

## Leben
Groob kam als Kind nach Kanada. Er studierte von 1935 bis 1938 am Toronto Conservatory of Music bei Maurice Solway und danach bei Mischa Mischakoff in New York. Nach dem Kriegsdienst mit der Army Show in Europa war er bis 1959 (mit einer Unterbrechung von 1949 bis 1953) Mitglied des Toronto Symphony Orchestra, des CBC Symphony Orchestra und weiterer Rundfunkorchester sowie (ab 1947) Zweiter Geiger im Solway Quartet.
Im Sommer 1956 vervollkommnete er seine Violinausbildung bei Oscar Back, in den Folgejahren besuchte er Dirigierkurse in Salzburg und an der Juilliard School bei Jean Paul Morel. 1956 gründete er das Jack Groob Trio (mit Donald Whitton bzw. George Horvath und Earle Moss), 1957 das Jack Groob String Quartet (mit David Zafer, Walter Babiak bzw. Ross Lechow und Donald Whitton).
1959 ging Groob nach Israel und wurde Konzertmeister das Haifa Symphony Orchestra, im Folgejahr gründete er das Jerusalem String Quartet. Nach seiner Rückkehr nach Kanada gründete er 1962 das Toronto Chamber Orchestra und wurde 1964 erneut Mitglied des Toronto Symphony Orchestra bis zu seinem Ausscheiden 1982 aus gesundheitlichen Gründen.
Von 1967 bis 1972 war Groob Dirigent des Oshawa Symphony Orchestra und des von ihm gegründeten Toronto Youth Orchestra, das bei International Symphony Festival1969 in Sankt Moritz den Ersten Preis gewann. Als Geiger spielte Groob die Uraufführung von Harry Somers’ Sonata Nr. 2 (1955) und von Harry Freedmans Fantasia and Dance (1956).

## Quelle
- Jack Groob. In:  Encyclopedia of Music in Canada. herausgegeben von The Canadian Encyclopedia (englisch, französisch).

| Personendaten    | Personendaten                              |
| ---------------- | ------------------------------------------ |
| NAME             | Groob, Jack                                |
| ALTERNATIVNAMEN  | Groob, Jacob; Grobdruk, Jacob              |
| KURZBESCHREIBUNG | ukrainisch-kanadischer Geiger und Dirigent |
| GEBURTSDATUM     | 21. Januar 1920                            |
| GEBURTSORT       | Ostropol                                   |
| STERBEDATUM      | 25. März 1984                              |
| STERBEORT        | Toronto                                    |